# Grand Prix automobile d'Arabie saoudite 2022
GP précédent GP suivant
Le Grand Prix automobile d'Arabie saoudite 2022 (Formula 1 STC Saudi Arabian Grand Prix 2022) disputé le 27 mars 2022 sur le circuit de la corniche de Djeddah, est la 1059e épreuve du championnat du monde de Formule 1 courue depuis 1950. Il s'agit de la deuxième édition du Grand Prix d'Arabie saoudite comptant pour le championnat et de la deuxième manche du championnat 2022.
La course se déroule en nocturne, au bord de la mer rouge à Djeddah, sur un tracé dessiné par Hermann Tilke. Nouvellement inscrit au calendrier en 2021, le Grand Prix saoudien était placé en 21e et avant-dernière manche ; il revient donc moins de quatre mois plus tard. Déjà absent à Bahreïn après avoir été testé positif à la Covid-19, Sebastian Vettel est encore remplacé pour cette course par Nico Hülkenberg au volant de l'Aston Martin AMR22.
À l'occasion de son 215e Grand Prix, Sergio Pérez réalise la première pole position de sa carrière. « Il m'a fallu quelques courses ! » plaisante-t-il en sortant de sa RB18, ajoutant : « Je peux faire 2 000 tours mais je ne crois pas pouvoir battre celui-là. » Alors que Charles Leclerc pensait avoir fait le nécessaire, lors de sa deuxième tentative, pour partir en tête, il est devancé de 25 millièmes de seconde par le Mexicain. Ces qualifications sont marquées par deux interruptions au drapeau rouge (accident de Nicholas Latifi en Q1 puis gros crash de Mick Schumacher en Q2, provoquant près d'une heure d'interruption et son forfait pour la course) et par la première élimination en Q1 et à la régulière depuis 2009 de Lewis Hamilton qui explique qu'il n'avait « pas de train arrière ». Carlos Sainz Jr., pilote le plus rapide en Q1 et en Q2, réalise finalement le troisième temps ; il est accompagné en deuxième ligne par Max Verstappen, victime d'un problème d'adhérence. Esteban Ocon devance George Russell sur la troisième ligne, alors que le coéquipier du Français, Fernando Alonso, part en quatrième ligne devant Valtteri Bottas. Avec le neuvième temps. Pierre Gasly forme la cinquième ligne en compagnie de Kevin Magnussen. Une seule voiture motorisée par Mercedes a atteint la troisième phase des qualifications.
Max Verstappen remporte la vingt-et-unième victoire de sa carrière et offre à son motoriste Red Bull Powertrains son premier succès. À l'issue d'un combat contre Charles Leclerc dans les huit derniers tours, il profite, à quatre tours de l'arrivée, d'un surcroît de puissance en ligne droite pour le dépasser définitivement. Le pilote Ferrari termine, aileron arrière mobile ouvert, à une demi-seconde du Néerlandais alors que Carlos Sainz Jr. les accompagne sur le podium. 
Parti de la pole position, Sergio Pérez mène les débats sans être inquiété durant les quinze premiers tours, quand un bluff du muret de la Scuderia l'envoie procéder à son premier arrêt tandis que Leclerc reste en piste. Nicholas Latifi se crashe alors dans le mur et provoque la sortie de la voiture de sécurité, ce qui offre un arrêt gratuit à Leclerc et Verstappen qui ressortent aux deux premières places. Comme Carlos Sainz reprend la piste à la hauteur de Pérez, juste devant lui en passant la ligne du Safety Car, ce dernier est contraint de lui rendre la troisième place à la relance. Leclerc mène sans parvenir à creuser un écart important sur Verstappen mais en le maintenant à plus d'une seconde pour l'empêcher d'actionner son DRS. Ils s'échangent les records du tour jusqu'au trente-sixième tour quand, coup sur coup à proximité de la voie de stands, Daniel Ricciardo puis Fernando Alonso tombent en panne. Une procédure de voiture de sécurité virtuelle est déclenchée, le temps que les deux voitures soient évacuées vers la pitlane qui, en conséquence, est fermée ce qui ruine les plans de Lewis Hamilton qui évoluait en cinquième position en pneus durs depuis le début de la course. 
L'avance de quatre secondes que Leclerc avait réussi à se ménager disparaît à la relance, à neuf tours de l'arrivée. Dès lors, la Red Bull et la Ferrari sont roue dans roue, se doublent, se dédoublent, et jouent à ne pas passer la ligne de détection du DRS en premier pour ne pas offrir au rival le gain apporté par l'aileron arrière mobile. Les configurations différentes des deux voitures avantagent la Ferrari dans les courbes puisqu'elle emmène plus d'appui, tandis que la Red Bull va plus vite en ligne droite. À quatre boucles de l'arrivée, Verstappen sort mieux du dernier virage, ouvre son aileron arrière et dépasse Leclerc par l'extérieur. Ce dernier tente de reprendre la tête en restant à moins d'une seconde, mais ne parvient pas à porter une ultime attaque, également empêché d'ouvrir son DRS au 49e tour en raison d'un drapeau jaune dans le premier secteur consécutif à un accrochage entre Alexander Albon et Lance Stroll.
Derrière Sainz, Sergio Pérez prend la quatrième place, George Russell emmène sa W13 en cinquième position, bien loin du « combat des chefs », Esteban Ocon termine sixième après avoir bataillé contre son coéquipier dans les quinze premiers tours puis profitant de son abandon et de celui de Valtteri Bottas, battant Lando Norris sur la ligne d'arrivée, ce dernier apportant ses premiers points à McLaren. Pierre Gasly, bien que souffrant de vives douleurs aux intestins, termine huitième, et ouvre le score d'AlphaTauri. Kevin Magnussen se joue de Lewis Hamilton pour prendre la neuvième place et lui laisser le dernier point en jeu.
Auteur du meilleur tour dans la quarante-huitième boucle, Leclerc reste en tête du classement avec 45 points, devant son coéquipier Sainz (33 points) et Verstappen (25 points). Russel, quatrième (22 points) est suivi par Hamilton (16 points), Ocon (14 points), Pérez et Magnussen (7 points), Bottas (8 points) et Norris, dixième avec 6 points. Au classement des constructeurs, la Scuderia Ferrari (78 points) prend de l'avance sur Mercedes (38 points), deuxième avec une unité d'avance sur Red Bull (37 points) ; Alpine pointe au quatrième rang (16 points), suivie par Haas (12 points), Alfa Romeo (9 points), AlphaTauri (8 points) et McLaren (6 points). Williams et Aston Martin n'ont pas encore marqué.

## Contexte
La première séance d'essais libres est marquée par une explosion sur le dépôt pétrolier d'Aramco, à une dizaine de kilomètres du circuit ; la déflagration a été entendue par tout le paddock et un immense nuage de fumée était visible depuis le paddock.
Une réunion est organisée le soir de cette première journée d'essais du vendredi 25 mars entre le Grand Prix Drivers' Association, Liberty Media et les organisateurs du Grand Prix pour déterminer la suite à donner à cet événement. Il ressort de cette réunion un report d'un quart d'heure de la seconde séance d'essais.
Une réunion du Grand Prix Drivers' Association se tient ensuite ; dans un premier temps, les pilotes sont unanimes pour ne pas disputer la course, malgré les interventions de Stefano Domenicali et de Ross Brawn, puis leurs patrons d'écuries réussissent à les convaincre et, après plus de quatre heures d'échanges, les pilotes assurent la direction de course de leur participation au Grand Prix,.
Des journalistes sportifs et des consultants pour les télévisions choisissent toutefois de quitter le pays ; l'ancien pilote Ralf Schumacher, qui abandonne ses fonctions de consultant pour Sky Deutschland afin de rentrer chez lui déclare : « Ce qui s'est passé n’est qu'à dix kilomètres. Si c'est vraiment une attaque, alors je suis vraiment surpris de ce que nous faisons encore ici. Nous devrions faire nos valises dès que possible et quitter un pays comme celui-là. »
Si les écuries assument leur volonté de disputer l'épreuve, elles n'excluent pas de rediscuter ultérieurement de l'avenir du Grand Prix d'Arabie saoudite. Jost Capito, directeur de Williams déclare : « Je crois qu'il y a eu une attaque de missile pendant la course de Formule E en début d'année dernière, et il n'y a pas eu de préoccupations pour venir ensuite ici en fin d'année. Donc la situation ce weekend n'a pas changé du tout. Je pense que la discussion aurait dû avoir lieu auparavant. Et maintenant, ce sera après, mais pas pendant le Grand Prix. » Günther Steiner, son homologue chez Haas, estime que « Ce n'est pas le moment de discuter si c'est bien ou pas d'être ici. Mais cela viendra à l'avenir, et ce sera discuté. La FIA et la FOM analyseront et décideront quoi faire mais je pense que pour le moment, nous devons nous concentrer sur le Grand Prix de ce weekend, l'amener à son terme et puis repartir de zéro. » Mike Krack, chez Aston Martin, annonce : « Il y aura certainement beaucoup de discussions après ce Grand Prix mais encore une fois, je ne peux que répéter que ce ne sont pas les équipes qui font le calendrier, ce sont la FIA et la F1. Et évidemment, nous donnerons un avis si on nous le demande. »

## Pneus disponibles
| Pneus pour piste sèche | Pneus pour piste sèche | Pneus pour piste sèche | Pneus pluie    | Pneus pluie |
| ---------------------- | ---------------------- | ---------------------- | -------------- | ----------- |
| Durs (Type C2)         | Medium (Type C3)       | Tendres (Type C4)      | Intermédiaires | Pluie       |

## Essais libres

### Première séance, le vendredi de 17 h à 18 h
| Pos. | Pilote           | Voiture             | Chrono         | Écart     |
| ---- | ---------------- | ------------------- | -------------- | --------- |
| 1    | Charles Leclerc  | Ferrari             | 1 min 30 s 772 |           |
| 2    | Max Verstappen   | Red Bull            | 1 min 30 s 888 | + 0 s 116 |
| 3    | Valtteri Bottas  | Alfa Romeo-Ferrari  | 1 min 31 s 084 | + 0 s 312 |
| 4    | Carlos Sainz Jr. | Ferrari             | 1 min 31 s 139 | + 0 s 367 |
| 5    | Pierre Gasly     | AlphaTauri-Red Bull | 1 min 31 s 317 | + 0 s 545 |
| 6    | Yuki Tsunoda     | AlphaTauri-Red Bull | 1 min 31 s 505 | + 0 s 733 |

### Deuxième séance, le vendredi de 20 h à 21 h
| Pos. | Pilote           | Voiture  | Chrono         | Écart     |
| ---- | ---------------- | -------- | -------------- | --------- |
| 1    | Charles Leclerc  | Ferrari  | 1 min 30 s 074 |           |
| 2    | Max Verstappen   | Red Bull | 1 min 30 s 214 | + 0 s 140 |
| 3    | Carlos Sainz Jr. | Ferrari  | 1 min 30 s 320 | + 0 s 246 |
| 4    | Sergio Pérez     | Red Bull | 1 min 30 s 360 | + 0 s 286 |
| 5    | Lewis Hamilton   | Mercedes | 1 min 30 s 513 | + 0 s 439 |
| 6    | George Russell   | Mercedes | 1 min 30 s 664 | + 0 s 590 |

### Troisième séance, le samedi de 17 h à 18 h
| Pos. | Pilote           | Voiture            | Chrono         | Écart     |
| ---- | ---------------- | ------------------ | -------------- | --------- |
| 1    | Charles Leclerc  | Ferrari            | 1 min 29 s 735 |           |
| 2    | Max Verstappen   | Red Bull           | 1 min 29 s 768 | + 0 s 033 |
| 3    | Sergio Pérez     | Red Bull           | 1 min 29 s 833 | + 0 s 098 |
| 4    | Carlos Sainz Jr. | Ferrari            | 1 min 30 s 009 | + 0 s 274 |
| 5    | Valtteri Bottas  | Alfa Romeo-Ferrari | 1 min 30 s 030 | + 0 s 295 |
| 6    | Esteban Ocon     | Alpine-Renault     | 1 min 30 s 130 | + 0 s 404 |

## Séance de qualifications

### Résultats des qualifications
| Pos.                                                                                      | Pilote           | Écurie                | Qualifications 1 | Qualifications 2 | Qualifications 3 |
| ----------------------------------------------------------------------------------------- | ---------------- | --------------------- | ---------------- | ---------------- | ---------------- |
| 1                                                                                         | Sergio Pérez     | Red Bull              | 1 min 29 s 705   | 1 min 28 s 924   | 1 min 28 s 200   |
| 2                                                                                         | Charles Leclerc  | Ferrari               | 1 min 29 s 039   | 1 min 28 s 780   | 1 min 28 s 225   |
| 3                                                                                         | Carlos Sainz Jr. | Ferrari               | 1 min 28 s 855   | 1 min 28 s 686   | 1 min 28 s 402   |
| 4                                                                                         | Max Verstappen   | Red Bull              | 1 min 28 s 928   | 1 min 28 s 945   | 1 min 28 s 461   |
| 5                                                                                         | Esteban Ocon     | Alpine-Renault        | 1 min 30 s 093   | 1 min 29 s 584   | 1 min 29 s 068   |
| 6                                                                                         | George Russell   | Mercedes              | 1 min 29 s 680   | 1 min 29 s 618   | 1 min 29 s 104   |
| 7                                                                                         | Fernando Alonso  | Alpine-Renault        | 1 min 29 s 978   | 1 min 29 s 295   | 1 min 29 s 147   |
| 8                                                                                         | Valtteri Bottas  | Alfa Romeo-Ferrari    | 1 min 29 s 683   | 1 min 29 s 404   | 1 min 29 s 183   |
| 9                                                                                         | Pierre Gasly     | AlphaTauri-Red Bull   | 1 min 29 s 891   | 1 min 29 s 418   | 1 min 29 s 254   |
| 10                                                                                        | Kevin Magnussen  | Haas-Ferrari          | 1 min 29 s 831   | 1 min 29 s 546   | 1 min 29 s 588   |
| 11                                                                                        | Lando Norris     | McLaren-Mercedes      | 1 min 29 s 957   | 1 min 29 s 651   |                  |
| 12                                                                                        | Daniel Ricciardo | McLaren-Mercedes      | 1 min 30 s 009   | 1 min 29 s 773   |                  |
| 13                                                                                        | Zhou Guanyu      | Alfa Romeo-Ferrari    | 1 min 29 s 978   | 1 min 29 s 819   |                  |
| 14                                                                                        | Mick Schumacher  | Haas-Ferrari          | 1 min 30 s 167   | 1 min 29 s 920   |                  |
| 15                                                                                        | Lance Stroll     | Aston Martin-Mercedes | 1 min 30 s 256   | 1 min 31 s 009   |                  |
| 16                                                                                        | Lewis Hamilton   | Mercedes              | 1 min 30 s 343   |                  |                  |
| 17                                                                                        | Alexander Albon  | Williams-Mercedes     | 1 min 30 s 492   |                  |                  |
| 18                                                                                        | Nico Hülkenberg  | Aston Martin-Mercedes | 1 min 30 s 543   |                  |                  |
| 19                                                                                        | Nicholas Latifi  | Williams-Mercedes     | 1 min 31 s 817   |                  |                  |
| Temps minimal à réaliser pour la qualification : 1 min 35 s 074 (107 % de 1 min 28 s 855) |                  |                       |                  |                  |                  |
| Nq.                                                                                       | Yuki Tsunoda     | AlphaTauri-Red Bull   | Pas de temps     |                  |                  |

- La séance est interrompue à deux reprises ; un drapeau rouge est déployé lors de la Q1 à la suite d'une sortie de piste de Nicholas Latifi au virage no 13. Un second drapeau rouge est déployé à 4 min 58 s du terme de la Q2 lorsque Mick Schumacher perd le contrôle de sa Haas VF-22 sur un vibreur au virage no 12 avant de violemment percuter un mur de protection en béton, ce qui arrête longuement la séance. Le pilote allemand, évacué par hélicoptère, déclare forfait pour la course[14].

### Grille de départ
- Mick Schumacher, auteur du onzième temps, déclare forfait pour la course à la suite de son gros accident lors de la seconde phase des qualifications. Tous les pilotes qualifiés derrière lui remontent donc d'une place sur la grille ; seul Kevin Magnussen prend le départ pour Haas F1 Team[15] ;
- Daniel Ricciardo, auteur du douzième temps, est pénalisé d'un recul de trois places sur la grille pour avoir gêné Esteban Ocon lors d'un de ses tours rapides en Q1 ; il s'élance de la quatorzième place[16] ;
- Yuki Tsunoda qui n'a pas effectué de tour chronométré en qualifications à cause d'un problème mécanique affectant son AT03, est repêché par les commissaires et autorisé à prendre le départ depuis la dernière place de la grille[17]. Il ne prend finalement pas le départ, dans l'impossibilité de rejoindre la grille.

## Course

### Classement de la course
| Pos.  | no | Pilote           | Écurie                | Tours | Temps/Abandon                      | Grille | Points |
| ----- | -- | ---------------- | --------------------- | ----- | ---------------------------------- | ------ | ------ |
| 1     | 1  | Max Verstappen   | Red Bull              | 50    | 1 h 24 min 19 s 293 (219,481 km/h) | 4      | 25     |
| 2     | 16 | Charles Leclerc  | Ferrari               | 50    | + 0 s 549                          | 2      | 18 + 1 |
| 3     | 55 | Carlos Sainz Jr. | Ferrari               | 50    | + 8 s 097                          | 3      | 15     |
| 4     | 11 | Sergio Pérez     | Red Bull              | 50    | + 10 s 800                         | 1      | 12     |
| 5     | 63 | George Russell   | Mercedes              | 50    | + 32 s 732                         | 6      | 10     |
| 6     | 31 | Esteban Ocon     | Alpine-Renault        | 50    | + 56 s 017                         | 5      | 8      |
| 7     | 4  | Lando Norris     | McLaren-Mercedes      | 50    | + 56 s 124                         | 11     | 6      |
| 8     | 10 | Pierre Gasly     | AlphaTauri-Red Bull   | 50    | + 1 min 02 s 946                   | 9      | 4      |
| 9     | 20 | Kevin Magnussen  | Haas-Ferrari          | 50    | + 1 min 04 s 308                   | 10     | 2      |
| 10    | 44 | Lewis Hamilton   | Mercedes              | 50    | + 1 min 13 s 948                   | 15     | 1      |
| 11    | 24 | Zhou Guanyu      | Alfa Romeo-Ferrari    | 50    | + 1 min 22 s 215                   | 12     |        |
| 12    | 27 | Nico Hülkenberg  | Aston Martin-Mercedes | 50    | + 1 min 31 s 742                   | 17     |        |
| 13    | 18 | Lance Stroll     | Aston Martin-Mercedes | 49    | + 1 tour                           | 13     |        |
| 14    | 23 | Alexander Albon  | Williams-Mercedes     | 47    | Accrochage                         | 16     |        |
| Abd.  | 77 | Valtteri Bottas  | Alfa Romeo-Ferrari    | 36    | Surchauffe                         | 8      |        |
| Abd.  | 14 | Fernando Alonso  | Alpine-Renault        | 35    | Moteur                             | 7      |        |
| Abd.  | 3  | Daniel Ricciardo | McLaren-Mercedes      | 35    | Embrayage                          | 14     |        |
| Abd.  | 6  | Nicholas Latifi  | Williams-Mercedes     | 14    | Accident                           | 18     |        |
| Np.   | 22 | Yuki Tsunoda     | AlphaTauri-Red Bull   | -     | Moteur                             | (19)   |        |
| Forf. | 47 | Mick Schumacher  | Haas-Ferrari          | -     | Accident en qualifications         | (11)   |        |

- Alors que Zhou Guanyu doit effectuer un stop-and-go de cinq secondes pour avoir coupé un virage, le préposé au cric soulève sa monoplace dès son arrivée au stand alors qu'il est interdit d'effectuer la moindre manipulation sur la voiture lors de l'arrêt ; en conséquence, le Chinois est pénalisé d'un drive-through[19].

### Pole position et record du tour
- Pole position :  Sergio Pérez (Red Bull) en 1 min 28 s 200 (252,000 km/h)[20].
- Meilleur tour en course :  Charles Leclerc (Ferrari) en 1 min 31 s 634 (242,556 km/h) au quarante-huitième tour ; deuxième de la course, il remporte le point bonus associé au meilleur tour en course[21].

### Tours en tête
- Sergio Pérez (Red Bull) : 14 tours (1-14)[22]
- Charles Leclerc (Ferrari) : 30 tours (15-41 / 43-45)
- Max Verstappen (Red Bull) : 6 tours (42 / 46-50)

## Classements généraux à l'issue de la course
| Pos. | Pilote           | Écurie              | Points |
| ---- | ---------------- | ------------------- | ------ |
| 1    | Charles Leclerc  | Ferrari             | 45     |
| 2    | Carlos Sainz Jr. | Ferrari             | 33     |
| 3    | Max Verstappen   | Red Bull            | 25     |
| 4    | George Russell   | Mercedes            | 22     |
| 5    | Lewis Hamilton   | Mercedes            | 16     |
| 6    | Esteban Ocon     | Alpine-Renault      | 14     |
| 7    | Sergio Pérez     | Red Bull            | 12     |
| 8    | Kevin Magnussen  | Haas-Ferrari        | 12     |
| 9    | Valtteri Bottas  | Alfa Romeo-Ferrari  | 8      |
| 10   | Lando Norris     | McLaren-Mercedes    | 6      |
| 11   | Yuki Tsunoda     | AlphaTauri-Red Bull | 4      |
| 12   | Pierre Gasly     | AlphaTauri-Red Bull | 4      |
| 13   | Fernando Alonso  | Alpine-Renault      | 2      |
| 14   | Zhou Guanyu      | Alfa Romeo-Ferrari  | 1      |

| Pos. | Écurie              | Points |
| ---- | ------------------- | ------ |
| 1    | Ferrari             | 78     |
| 2    | Mercedes            | 38     |
| 3    | Red Bull            | 37     |
| 4    | Alpine-Renault      | 16     |
| 5    | Haas-Ferrari        | 12     |
| 6    | Alfa Romeo-Ferrari  | 9      |
| 7    | AlphaTauri-Red Bull | 8      |
| 8    | McLaren-Mercedes    | 6      |

## Statistiques
Le Grand Prix d'Arabie saoudite 2022 représente :
- la 1re pole position de Sergio Pérez depuis ses débuts en 2011, à l'occasion de son 215e Grand Prix ; il s'agit également de la première d'un pilote mexicain[25],[26] ;
- la 1re pole position du motoriste Red Bull Powertrains[27] ;
- la 21e victoire de Max Verstappen[28] ;
- la 76e victoire de Red Bull en tant que constructeur[29] ;
- la 1re victoire de Red Bull en tant que motoriste ; il s'agit de la première victoire d'un motoriste qui ne porte pas le nom d'un constructeur automobile depuis Tag Heuer au Grand Prix du Mexique en 2018[30].

Au cours de ce Grand Prix :
- avec 215 Grands Prix pour établir une pole position, Sergio Pérez bat le record de Mark Webber, qui avait eu besoin de 130 Grands Prix pour partir en tête, sur le Nürburgring en 2009[31] ;
- avec 180 Grands Prix disputés au sein de Mercedes Grand Prix, Lewis Hamilton égale le record de Michael Schumacher, chez Ferrari de 1996 à 2006[32] ;
- Charles Leclerc est élu « Pilote du jour » à l'issue d'un vote organisé sur le site officiel de la Formule 1[33] ;
- Charles Leclerc passe la barre des 600 points inscrits en Formule 1 (605 points)[34] ;
- Sergio Pérez passe la barre des 900 points inscrits en Formule 1 (908 points)[35] ;
- pour la première fois depuis 2009 (hors aléa météo, pénalité ou incident), Lewis Hamilton est éliminé lors de la première phase des qualifications[36] ;
- avec 103 accessions en Q3 consécutives depuis 2017, Valtteri Bottas améliore son record[37] ;
- pour la septième saison consécutive depuis 2016, Max Verstappen remporte une victoire[38] ;
- Niels Wittich, présent à Bahrein et qui devait alterner avec Eduardo Freitas, officie à nouveau en tant que directeur de course. À leurs côtés, figure le conseiller spécial permanent Herbie Blash et une salle de contrôle virtuelle basée dans les bureaux de la FIA à Genève est également à l'oeuvre[39] ;
- Enrique Bernoldi (28 Grands Prix disputés entre 2001 et 2002 avec Arrows) est nommé conseiller par la FIA pour aider dans leurs jugements le groupe des commissaires de course[40].